# 거인의 숲
《거인의 숲》은 MBC에서 1979년 4월 2일부터 1979년 6월 29일까지 방영한 어린이 연속극이다.

## 등장 인물
- 김호정
- 신민경
- 전호진
- 김지훈
- 김재현
- 김혜성
- 심지숙
- 곽준호
- 곽준경
- 김철
- 박희정
- 박재호
- 김형중
- 박성모
- 홍순창
- 임현식
- 이영후
- 이수나
- 최은숙
- 박영지
- 박규채
- 오미연
- 남능미
- 박상조
- 이종환
- 김연자
- 나영희